# قانون الجنسية البريطانية
قانون الجنسية البريطاني هو قانون المملكة المتحدة الذي يتعلق بالجنسية البريطانية. القانون معقد بسبب الوضع التاريخي للمملكة المتحدة كقوة إمبراطورية.

## فئات الجنسية البريطانية
.
| الفئة                                  | نش | ريطاني </br> جواز سفر | المساعدة القنصلية </br> من المناصب الدبلوماسية البريطانية | معفاة من </br> مراقبة الهجرة في المملكة المتحدة |
| -------------------------------------- | -- | --------------------- | --------------------------------------------------------- | ----------------------------------------------- |
| مواطن بريطاني                          | ✔️ | ✔️                    | ✔️                                                        | ✔️                                              |
| مواطن أقاليم ما وراء البحار البريطانية | ✔️ | ✔️                    | ✔️                                                        | ✔️ (جبل طارق)                                   |
| مواطن أقاليم ما وراء البحار البريطانية | ✔️ | ✔️                    | ✔️                                                        | ❌ (الأقاليم الأخرى)                            |
| مواطن بريطاني في الخارج                | ❌ | ✔️                    | ✔️                                                        | ❌                                              |
| الموضوع البريطاني                      | ❌ | ✔️                    | ✔️                                                        | ✔️ (مع حق الإقامة)                              |
| الموضوع البريطاني                      | ❌ | ✔️                    | ✔️                                                        | ❌ (بدون حق السكن)                              |
| المواطن البريطاني (في الخارج)          | ❌ | ✔️                    | ✔️                                                        | ❌                                              |
| شخص بريطاني محمي                       | ❌ | ✔️                    | ✔️                                                        |                                                 |

## يمكن الحصول على الجنسية البريطانية بالطرق التالية
1. بالولادة في المملكة المتحدة أو في إقليم بريطاني مؤهل لما وراء البحار لوالد مواطن بريطاني في وقت الولادة، أو لوالد مقيم في المملكة المتحدة أو في إقليم ما وراء البحار
2. بالولادة في الخارج، والتي تشكل «بالنسب» إذا كان أحد الوالدين مواطنًا بريطانيًا بخلاف النسب (على سبيل المثال بالولادة أو التبني أو التسجيل أو التجنس في المملكة المتحدة). لا يمكن نقل الجنسية البريطانية عن طريق النسب إلا لجيل واحد من الوالد الذي هو مواطن بريطاني بخلاف النسب، إذا ولد الطفل في الخارج.
3. بالتجنس
4. عن طريق التسجيل
5. بالتبني
6. اذا كنت ذو مكانة مهمة في الأراضي البريطانية (دكتور-مهندس....)

## الحصول على جنسية أقاليم ما وراء البحار البريطانية
يحتوي قانون الجنسية البريطانية لعام 1981 على أحكام لاكتساب وفقدان جنسية الأقاليم البريطانية التابعة (BDTC) (التي أعيدت تسميتها جنسية الأقاليم البريطانية ما وراء البحار (BOTC) في عام 2002) على أساس مماثل لتلك الخاصة بالجنسية البريطانية. وقد فوض وزير الداخلية سلطات منح BOTC إلى حكام أقاليم ما وراء البحار. فقط في الحالات الاستثنائية، يتم تجنيس الشخص باعتباره BOTC من قبل وزارة الداخلية في المملكة المتحدة.

## الحصول على فئات أخرى من الجنسية البريطانية
من غير المعتاد أن يكون الشخص قادرًا على الحصول على الجنسية البريطانية في الخارج، أو راع بريطاني أو وضع شخص محمي بريطاني. وهي غير قابلة للانتقال عمومًا عن طريق النسب، كما أنها غير قابلة للاكتساب بالتسجيل، باستثناء حالات معينة لمنع انعدام الجنسية. كما أنه من غير الممكن لأي شخص أن يحصل على حالة المواطن البريطاني البريطاني (ما وراء البحار) حيث أن فترة التسجيل لهذه الحالة قد انتهت بشكل دائم في 31 ديسمبر 1997.

## حرية السفر للمواطنين البريطانيين

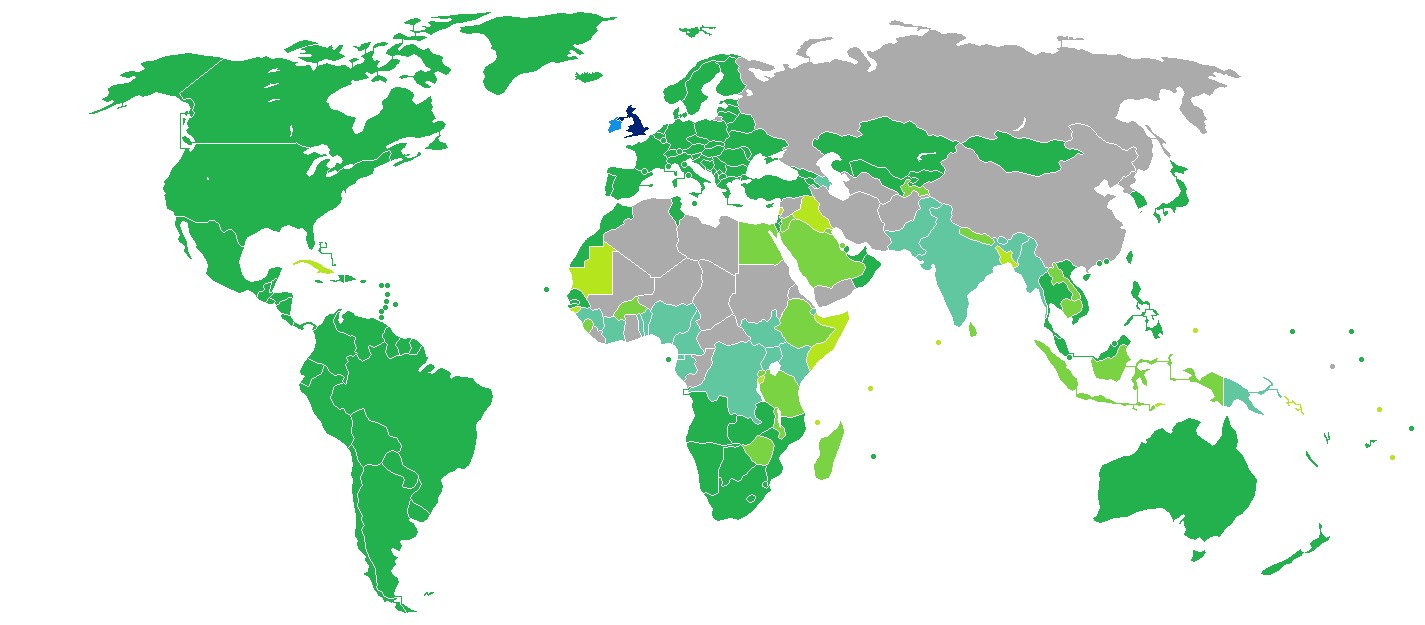
متطلبات التأشيرة للمواطنين البريطانيين
United Kingdom

في عام 2017، أصبح البريطانيون قادرون على السفر إلى 173 دولة وإقليم بدون تأشيرة، مما جعل جواز السفر البريطاني الرابع من حيث حرية السفر (بجانب جوازات السفر النمساوية والبلجيكية والهولندية والفرنسية واللوكسمبرجية والنرويجية والسنغافورية) وفقًا إلى مؤشر قيود تأشيرة هينلي.

## روابط خارجية
- تعليمات جنسية وزارة الداخلية: المجلد 1 ، المجلد 2
- قوانين الجنسية البريطانية: 1981 ، 1965 ، 1964 ، 1958 ، 1948 ، 1772 ، 1730
- Thom Brooks - اختبار المواطنة «الحياة في المملكة المتحدة»: هل هو غير صالح للغرض؟ تقرير 2013
- قوانين الجنسية البريطانية ، ملخص في www.gov.uk عن القوانين الرئيسية من 1844 إلى 2002 ذات الصلة بالجنسية البريطانية وآثارها الرئيسية، وتحديد الأحكام التي لا تزال سارية. يشمل الأفعال المسماة «قانون الأجانب»، «قانون التجنيس»، وما إلى ذلك، والتي لا تقتصر على تلك المسماة «قانون الجنسية البريطانية».
- أداة عبر الإنترنت للتحقق مما إذا كان الشخص مواطنًا بريطانيًا من قبل الحكومة البريطانية